# Typhlops brongersmianus
Typhlops brongersmianus este o specie de șerpi din genul Typhlops, familia Typhlopidae, descrisă de Paulo Emilio Vanzolini în anul 1972. Conform Catalogue of Life specia Typhlops brongersmianus nu are subspecii cunoscute.